# Tauszk Ervin
Tauszk Ervin (Kollárovicz, 1890. december 20. – Budapest, 1968. január 2.) MÁV-hivatalnok, szakszervezeti vezető, bankhivatalnok, a Magyar Leszámítoló és Pénzváltó Bank üzemi bizottságának elnöke.

## Élete
Tauszk Jakab nagybiccsei jegyző és Stern Róza fia. 1900 és 1903 között nagybiccsei polgári fiú- és lányiskolába, 1904-ben a zsolnai állami főreáliskolába járt. A polgári iskola elvégzését követően beiratkozott a besztercebányai állami felsőkereskedelmi iskolába, ahol 1910-ig tanult, majd a varannói MÁV-nál helyezkedett el. 1913. január 1-vel a MÁV hivatalnokká nevezték ki, 1914-ben a ruttkai vasútállomáson hivatalnok. 1915 és 1917 között az újzsolnai állomáson teljesített szolgálatot, majd a dunakeszi-alagi állomáson.
1915-ben belépett a Magyarországi Szociáldemokrata Pártba, 1920-tól kezdve a Magyar Magánalkalmazottak Szabad Szakszervezetének tagja, később a központi vezetőségbe is bekerült. Az 1920-as és 1930-as években a Pénzintézeti Tisztviselők Országos Egyesülete alelnöke. 1937-től a püspökladányi nagygőzmalom részvénytársaság igazgatósági tagja volt.

## A második világháború után
1945-től 1948-ig a Pénzügyi Tisztviselők Egyesületének elnökeként tevékenykedett. 1945 tavaszán részt vett a tőzsdei működés ismételt megindításának előkészületeiben, mint az erre létrehozott ideiglenes intéző bizottság szakszervezetek által delegált tagja. A kiépülő kommunista rendszer által 1946-ban megkezdett államosítások során a bankok állami kézbe emelése is megtörtént. Rákosi 1947. május 18-án, a nagy-budapesti pártértekezlet során elmondott beszédében a bankok államosítását nem helyeslőket a demokrácia ellenségeinek nevezte. Tauszk, mint bankszakember nem ellenezte a bankok államosítását, azonban az időpontot még korainak találta.
Nagybankjaink ma deficitesek és ebben a helyzetben államosításuk olyan terhet jelentene a közösség számára, hogy én veszélyeztetve látnám az előálló helyzetben a stabilizációt is. Államosítani kell a bankokat is, de az időpontot ma még korainak tartom. A bankok rezsijét előbb csökkenteni kell, azután végre kell hajtani fuziójukat és át kell majd venni őket állami kezelésbe.
Ezzel azonban a Rákosi-féle azonnali államosításról szóló koncepció ellen foglalt állást, a kommunista diktatúra idején ezt vádként hozták fel ellene, majd 1950. július 21-én internálták Kistarcsára. 3 évet töltött itt, 1953. augusztus 29-én engedték szabadon. Ügyét 1957-ben a Belügyminisztérium felülvizsgálta, amelynek során rehabilitálták, megállapítást nyert, hogy évekig indokolatlanul és jogtalanul tartották fogva.

## Családja
Két lánya született: Márta és Éva. Unokája Halász Tamás sakkozó.